# Шабарова, Зоя Алексеевна
Зоя Алексеевна Шабарова (15 августа 1925, Старица — 19 сентября 1999, Москва) — советский химик-органик, Заслуженный профессор МГУ имени М. В. Ломоносова, работала в области химии нуклеиновых кислот. Её работы стали фундаментальными для развития теоретических основ биоорганической химии.

## Юность и образование
Шабарова З. А. родилась в Тверской области в семье служащего. Отец погиб в 1941 г. в боях под Смоленском. В 1941 г. вместе с семьёй (матерью и двумя сестрами) была эвакуирована в Узбекистан, где получила среднее образование в местной школе. После возвращения семьи в Москву в 1943 г. поступила на химический факультет Московского государственного университета имени М. В. Ломоносова, что определило её дальнейшую судьбу.
В МГУ Зоя Алексеевна слушала курсы лекций по биоорганической химии таких именитых преподавателей, как М. М. Ботвиник, Н. И. Гаврилов и др. В конце 1940-х гг. Зоя Алексеевна попала в научную группу  химика-органика М. А. Прокофьева и под его руководством выполнила и в 1948 г. защитила дипломную работу. В дальнейшем продолжила с ним научную работу в качестве аспирантки.

## Научная деятельность
Зоя Алексеевна начала свою научную деятельность в составе научной группы профессора М. А. Прокофьева. Её первой работой стало изучение строения и химических свойств нуклеотидпептидов, встречавшихся среди продуктов гидролиза природных нуклеиновых кислот.
Начальным этапом данной работы стало изучение химических свойств простейших модельных соединений, таких, как аминопиримидины, пиримидиламинокислоты и аминоацильные производные пиримидинов, после чего Шабарова занялась исследованием аминокислотных производных нуклеотидов (О- и N-типов).
В 1951 г. Шабарова З. А. защитила кандидатскую диссертацию на тему «Синтез и свойства пиримидиламинокислот и пиримидил-(пурил-)-амидов аминокислот и пептидов», а в 1966 г. — докторскую диссертацию на тему «Исследование в области нуклеотидопептидов фосфоамидного типа».
В ходе работы по изучению соединений белкового и нуклеотидного фрагментов открыта реакция, позволившая определять тип связи в природных нуклеопротеидах, что в дальнейшем дало возможность установить механизм действия ДНК- и РНК-лигазы.
В 1960-х годах Зоя Алексеевна уделила особое внимание изучению возможности твердофазного синтеза олигонуклеотидов – синтетических фрагментов нуклеиновых кислот. Зоя Алексеевна совместно с д.х.н. В. К. Потаповым проводили исследования по наращиванию биополимерной цепи, иммобилизованной на поверхности специального полимерного носителя. Исследования 70-х годов в области автоматизации синтеза олигонуклеотидов завершились (совместно с акад. Д. Г. Кнорре) созданием первого отечественного автомата-синтезатора фрагментов генов "Виктория".
Мировое признание получили работы, в которых Зоя Алексеевна со своими учениками разрабатывала реакции, протекающие в супрамолекулярных комплексах биополимеров. Они включали сверхбыструю матрично-зависимую сборку генетических структур, направленное введение модификаций в сахаро-фосфатный остов ДНК и РНК, в том числе специфически расщепляемых (разъемных) межнуклеотидных связей, создание химически активных ДНК-дуплексов, способных к ковалентным взаимодействиям с "узнающими" их белками без воздействия внешних факторов. Эти работы открыли пути создания "белковых ловушек" и модуляторов генной экспрессии, а также новых лекарственных средств на основе дуплексов нуклеиновых кислот. В работах Зои Алексеевны предложена и разработана оригинальная стратегия конструирования субстратов и ингибиторов ферментов, оперирующих на ДНК, что позволило изучать активные центры и участки связывания этих ферментов. З.А.Шабаровой изучены химические основы конструирования рекомбинантных РНК - региоспецифическое расщепление цепи РНК и химическое лигирование фрагментов на комплементарной матрице. Открыто явление затравочного синтеза ДНК на матрице РНК с любого заданного положения. Разработаны оригинальные методы активации олигонуклеотидов в водных растворах, что дает возможность конструировать нерадиоактивные зонды для диагностики вирусных, микробных и генетических заболеваний. 
Шабарова З. А. также проводила исследования по изучению открытого в 1970 г. белка ревертазы, способного проводить синтез ДНК на РНК-матрице. Данная работа позволила получить представления о жизненном цикле некоторых вирусов (отмечена Государственной премией СССР, 1979 г.). Совместно с  Д. Г. Кнорре, Р. И. Салгаником, Н. И. Гринёвой за цикл работ «Создание основ адресованной модификации генетических структур» удостоена Ленинской премии СССР (1990 г.)
Общее количество научных трудов, опубликованных во влиятельных отечественных и зарубежных журналах, в списке авторов которых значится Шабарова, составляет около 500. Ею оформлено 7 патентов.
Похоронена на Аксиньинском кладбище (Одинцовский городской округа Московской области).

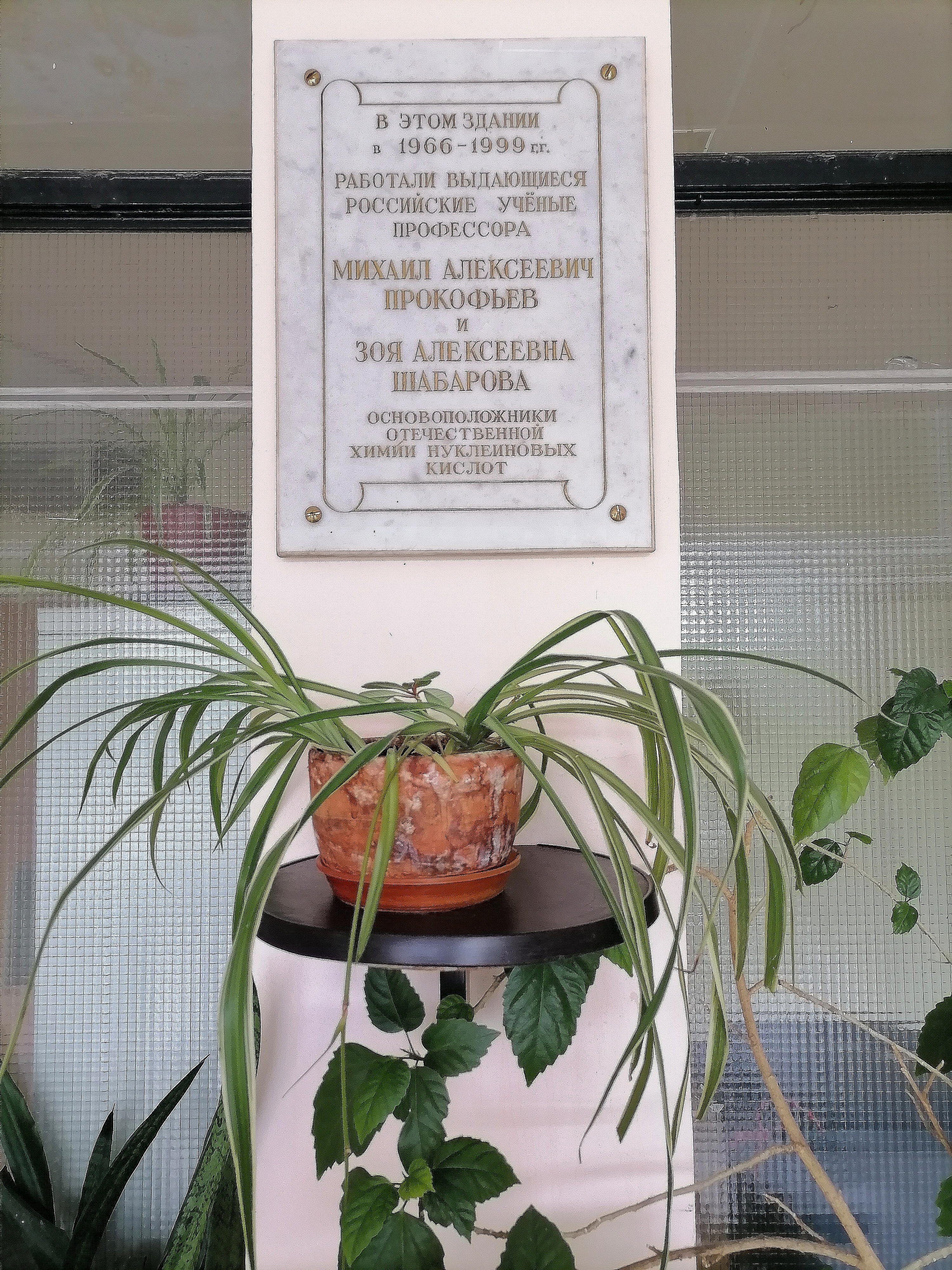
Мемориальная доска в НИИФХБ

В 2000 году в НИИФХБ открыта мемориальная доска с её именем.

## Общественная и научно-организационная деятельность
Шабарова З. А. вела активную общественную и научно-организационную деятельность. С 1966 г. являлась руководителем отдела химии нуклеиновых кислот НИИФХБ им. А. Н. Белозерского, а с 1970 года являлась профессором кафедры химии природных соединений (ХПС) химического факультета МГУ. В 1966 г. стала заместителем председателя специализированного совета по защите докторских диссертаций при МГУ. Также Шабарова З. А. являлась членом Ученого совета НИИФХБ МГУ (1968) и ИМБ РАН (1980), членом Международного научного общества «Химия нуклеиновых кислот» (1989) и действительным членом РАЕН (1991).
В 1965-1999 гг. являлась заведующей лабораторией химии нуклеиновых кислот кафедры химии природных соединений.
Шабарова уделяла внимание обучению аспирантов и студентов, занимающихся на кафедре ХПС. На химическом факультете МГУ она читала лекционные курсы по химии нуклеиновых кислот.
Также ею был прочитан курс лекций по биоорганической химии во многих иностранных университетах. С целью обучения иностранных студентов она побывала в таких странах, как США, Англия, Франция, ФРГ, Япония, Италия и др.
За время своей работы Шабарова подготовила около 70 кандидатов наук.

## Награды
- Медаль «За доблестный труд. В ознаменование 100-летия со дня рождения В. И. Ленина» (1970)
- Государственная премия СССР за цикл работ «Обратная транскриптаза (ревертаза)» (1979)
- Юбилейный знак «225 лет МГУ» (1980)
- Медаль «Ветеран труда» (1984)
- Премия Минвуза СССР за работы по созданию твердофазного метода синтеза фрагментов генов и разработку отечественного автоматического синтезатора генов «Виктория» (1980, 1982, 1986)
- Ленинская премия совместно с Д. Г. Кнорре, Р. И. Салгаником, Н. И. Гринёвой (1990)[11]за цикл работ «Создание основ адресованной модификации генетических структур» (1990)
- Почётное звание «3аслуженный профессор МГУ» (1996)[2]

## Интересы
Шабарова З. А. интересовалась физико-химической биологией и биоорганической химией. Помимо занятия наукой, Зоя Алексеевна любила кататься на лыжах и ходить на рыбалку вместе со своей семьёй.

## Семья
- Супруг — Шабаров, Юрий Сергеевич (1919—2005) — известный учёный-химик, профессор химического факультета МГУ. Поженились в 1950 году.
  - Сын — Шабаров Алексей Юрьевич (род. 1953) — выпускник МГУ, кандидат физико-математических наук. Работал на ВМК МГУ, позже — сотрудник НИИ технической физики и автоматизации.[12]

## Основные труды
- Шабарова З. А., Богданов А. А. Химия нуклеиновых кислот и их компонентов. М.: Химия, 1978, 582 с.
  - Zoe Shabarova, Alexey Bogdanov. Advanced Organic Chemistry of Nucleic Acids. — Weinheim: VCH, 1994. — 588 S. — ISBN 3527290214.
- Шабарова З. А., Богданов А. А., Золотухин А. С. Химические основы генетической инженерии. М.: МГУ, 1994, 224 с.